# Buitenpolder van Geffen
De Buitenpolder van Geffen is een polder en voormalig waterschap in de Nederlandse provincie Noord-Brabant. Het waterschap is voor 1800 opgericht in de toenmalige gemeente Geffen. Het waterschap besloeg een gebied ten noorden van de plaats Geffen van 508 bunder, 25 roeden en 83 ellen, voornamelijk bestaande uit de Polder van Geffen of ook wel de Geffense polder genoemd. Het waterschap beheerde naast de polder 2000 ellen dijk. 
De Buitenpolder van Geffen waterde via een houten sluis af op de Hertogswetering. Op dezelfde plaats waterde het waterschap Polder van Oss eveneens af. Via de Hertogswetering werd het water naar de Maas geleid. In 1942 werd het waterschap opgeheven. Het gebied wordt tegenwoordig beheerd door het waterschap Aa en Maas.